# Hans-Werner Heine

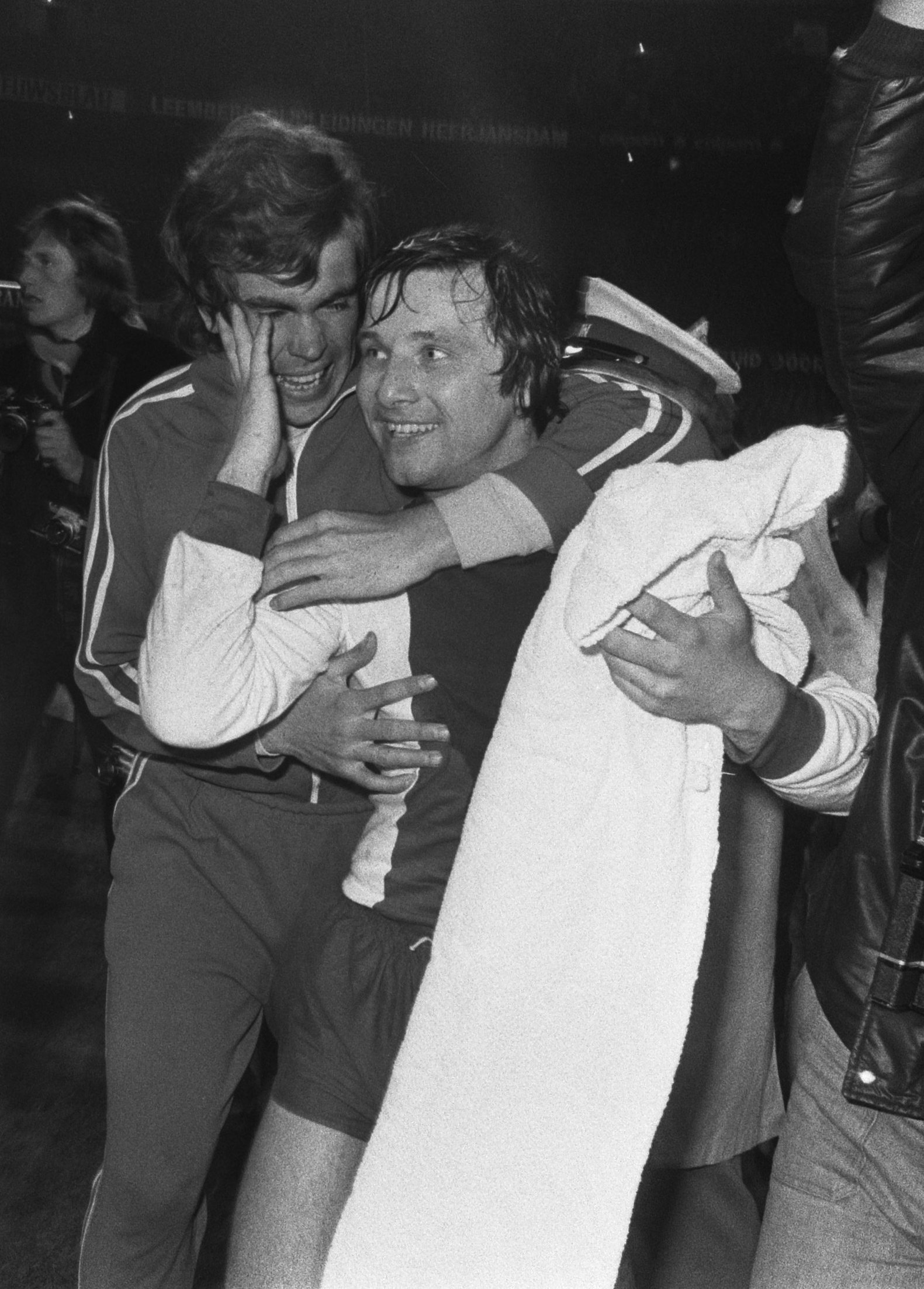
Hans-Werner Heine (links) umarmt seinen Teamkollegen Manfred Zapf nach dem Gewinn des Europapokal der Pokalsieger 1973/74

Hans-Werner Heine (* 31. Mai 1951; † 3. Juli 1999) war Fußballtorwart beim 1. FC Magdeburg, für den er in der Oberliga, der höchsten Spielklasse des DDR-Fußballs spielte. Mit den Magdeburgern gewann er 1972 die DDR-Fußballmeisterschaft.

## Sportliche Laufbahn
Heine begann bei der BSG Motor Wernigerode und spielte danach bis zu seinem 20. Lebensjahr bei der BSG Lok/Vorwärts Halberstadt, die 1971 in die zweitklassige DDR-Liga aufgestiegen war. Im November 1971 wechselte der gelernte Maschinenschlosser zum Fußballschwerpunkt der Region, dem 1. FC Magdeburg. Dort kam er zunächst in der 2. Mannschaft zum Einsatz, die ebenfalls in der DDR-Liga vertreten war. Er wurde nie zum Stammspieler, da der FCM zu dieser Zeit mit dem zum Nationalmannschaftskader gehörenden Ulrich Schulze eine feste Größe im Tor hatte. Während Heines aktiver Zeit wurden die Magdeburger dreimal Meister, einmal Pokalsieger und wurden Europapokalgewinner, doch Heine war direkt nur an der Meisterschaft 1972 beteiligt, denn in dieser Saison stand er in fünf Punktspielen im Magdeburger Tor. Bei den Pokalgewinnen war er in den Endspielen lediglich Reservist ohne Einsatz, beim Europapokalendspiel 1974 musste er sogar kurzfristig wegen einer Erkrankung aus dem Kader gestrichen werden.
Sein erstes Pflichtspiel in der Oberligamannschaft des 1. FC Magdeburg bestritt der 1,86 m große Heine in der Achtelfinalbegegnung des DDR-Fußballpokals beim 1. FC Union Berlin am 5. Februar 1972 (3:1-Sieg). Zu seinem ersten von insgesamt nur zwölf Punktspielen in der Oberliga kam er in der Begegnung 1. FC Magdeburg – Stahl Riesa (1:0) am 18. März 1972. Zweimal wurde er in Spielen um den Europapokal eingesetzt, am 17. September und 1. Oktober 1975 in den Erstrundenspielen im Landesmeisterpokal gegen Malmö FF (1:2 und 2:1 n. V., Elfmeterschießen 1:2). Insgesamt bestritt Heine mit der Oberligamannschaft 19 Pflichtspiele, neben den Meisterschafts- und Europapokalspielen noch fünf Spiele im DDR-Fußballpokal-Wettbewerb. Das letzte Pflichtspiel Heines mit der 1. Mannschaft des FCM war das Europapokalspiel am 1. Oktober 1975. Anschließend wurde er in unregelmäßigen Abständen noch in vier DDR-Liga-Spielen der 2. Mannschaft eingesetzt. Vor dem Oberligaspiel FCM – Hansa Rostock am 10. September 1976 wurde Heine endgültig als FCM-Spieler verabschiedet.
Hans-Werner Heine starb 1999 mit nur 48 Jahren. Über die Todesursache schweigen sich die verfügbaren Quellen aus, in dem Buch 1. FC Magdeburg – Mein Club (Malli/Laube) ist lediglich von einem frühen Tod die Rede.